# 印度共和国日
印度共和国日是纪念现行印度宪法于1950年1月26日取代1935年印度政府法令正式生效的日子，也就是印度国庆日。1949年11月26日，印度制宪议会通过现行宪法，该法律最终于1950年1月26日生效，正式确立民主的政治体制，完成该国过渡成为独立共和国的进程。此外，当天也是1929年印度国民大会党公布《印度独立宣言》，公开反对英属印度自治领政权的日子。